# Бо Одар, Баран
Баран бо Одар (нем. Baran bo Odar; род. 18 апреля 1978, Ольтен) — немецкий режиссёр и сценарист. Стал известен благодаря постановке картины «Кто я», которая достигла вершины немецких кинематографических чартов. Его сериал 2017 года «Тьма» приобрёл популярность в мире и стал первым оригинальным сериалом Netflix на немецком языке.

## Биография
Баран бо Одар родился в Швейцарии, его отец работал химиком в атомной промышленности в Швейцарии. Одар имеет турецкое происхождение по материнской линии; его дед по отцовской линии был русским врачом, вынужденным бежать из России после Октябрьской революции. Своё детство и юность Баран бо Одар провёл в Эрлангене, где учился в гимназии Альберта Швейцера.
Позже, с 1998 по 2006 год, он учился в Мюнхенском колледже телевидения и кино. В колледже он познакомился с Янтье Фризе. Короткометражный фильм «Писк», снятый им во время учёбы и шестидесятиминутный выпускной фильм «Под солнцем» были показаны на Берлинском кинофестивале, а «Под солнцем» ещё и номинирован на премию Max Ophüls в 2006 году.
После окончания учёбы он сначала занимался производством рекламных роликов, музыкальных клипов и короткометражных фильмов. Его дебютом в кино в 2010 году стал фильм «Тишина», впервые показанный на площади Пьяцца Гранде на кинофестивале в Локарно. После того, как в 2011 году этот фильм был сенсацией, журнал «Variety» включил Барана в список режиссёров, «фильмы которых стоит посмотреть».
Другой фильм Одара, «Кто я», стал хитом и привлёк внимание Голливуда, кинокомпания Warner Bros. приобрела права на ремейк этого фильма.
12 января 2017 года в США состоялась премьера первого американского фильма Одара — «Бессонная ночь» — криминального боевика с Джейми Фоксом и Мишель Монаган в главных ролях. После «Бессонной ночи» он начал работать над сериалом «Тьма», первым оригинальным сериалом канала «Netflix» на немецком языке.

## Личная жизнь
Баран бо Одар живёт в Берлине со своей женой Янтье Фризе, у них есть дочь.

## Фильмография
- 2005: Визг /Quietsch (Короткометражный фильм)
- 2006: Под солнцем / Unter der Sonne
- 2010: Тишина / Das letzte Schweigen
- 2014: Кто я / Who Am I — Kein System ist sicher
- 2017: Бессонная ночь / Sleepless
- 2017—2020: Тьма / Dark
- 2022: 1899 / 1899
- TBA: Tyll
- TBA: Нечто убивает детей / Something Is Killing the Children

## Награды и номинации
| Год  | Название      | Награда                              | Категория                                                    | Результат |
| ---- | ------------- | ------------------------------------ | ------------------------------------------------------------ | --------- |
| 2006 | «Визг»        | «FEST Youth Video and Film Festival» | «Лучший экспериментальный фильм» (Приз жюри)                 | Победа    |
| 2006 | «Визг»        | «FEST Youth Video and Film Festival» | «Лучший экспериментальный фильм» (Приз зрительских симпатий) | Победа    |
| 2006 | «Под солнцем» | «Max Ophüls Award»                   |                                                              | Номинация |